# Bałtyk-Karkonosze Tour
Die Bałtyk-Karkonosze Tour war ein polnisches Straßenradrennen.
Das Etappenrennen wurde 1993 zum ersten Mal ausgetragen und fand bis 2020 seitdem jährlich im Juni statt. Es führte von der Ostsee (Bałtyk) ins Riesengebirge (Karkonosze). Von 2005 bis 2010 zählte der Wettbewerb zur UCI Europe Tour und war in die Kategorie 2.2 eingestuft. Von 2011 bis 2014 besaß das Rennen keinen UCI-Status, wurde 2015 wieder in den internationalen Kalender aufgenommen. Seit 2020 wird es nicht mehr ausgetragen.
Rekordsieger ist der Pole Radosław Romanik, der das Rennen schon sechsmal für sich entscheiden konnte.

## Palmarès
- 2020  Stanislaw Aniolkowski
- 2019  Kamil Malecki
- 2018  Philipp Walsleben
- 2017  Marek Rutkiewicz
- 2016  Mateusz Taciak
- 2015  Leszek Pluciński
- 2014  Christopher Hatz
- 2013  Mateusz Taciak
- 2012  Nikolaj Michajlow
- 2011  Robert Radosz
- 2010  Wolodymyr Duma
- 2009  Sergei Kolesnikow
- 2008  Radosław Romanik
- 2007  Roman Broniš
- 2006  Bartłomiej Matysiak
- 2005  Radosław Romanik
- 2004  Sławomir Kohut
- 2003  Oleksandr Klymenko
- 2002  Oleksandr Klymenko
- 2001  Piotr Przydział
- 2000  Robert Radosz
- 1999  Raimondas Rumšas
- 1998  Piotr Chmielewski
- 1997  Andrzej Sypytkowski
- 1996  Radosław Romanik
- 1995  Radosław Romanik
- 1994  Radosław Romanik
- 1993  Radosław Romanik